# Archiacanthocephala
Los arquiacantocéfalos (Archiacanthocephala) son una clase de parásitos microscópicos pertenecientes a Acanthocephala que habitan la pared intestinal de numerosos vertebrados terrestres incluido el ser humano.
Se caracterizan por la pared corporal y el lemnisco (un abultamiento formado por fibras nerviosas sensoriales) cuyos núcleos celulares se dividen sin la formación de un huso acromático.
Normalmente los machos poseen ocho glándulas cementantes separadas que constituyen una de las escasas maneras de distinguir las superficies dorsal y ventral de estos organismos.